# ネブアメンの墓
ネブアメンの墓（ネブアメンのはか、Tomb of Nebamun）は、エジプトのナイル川西岸にあるテーベ（現在のルクソール）のネクロポリスに位置する、エジプト第18王朝時代の墓。この墓からは、ロンドンの大英博物館が現在展示している、有名な数多くの美術品が出土した。
墓の最も有名な絵画には、ネブアメンが沼地で鳥を狩っている様子を描いたもの、宴で踊る少女たちを描いたもの、庭の池を描いたものなどがある。

## 画像

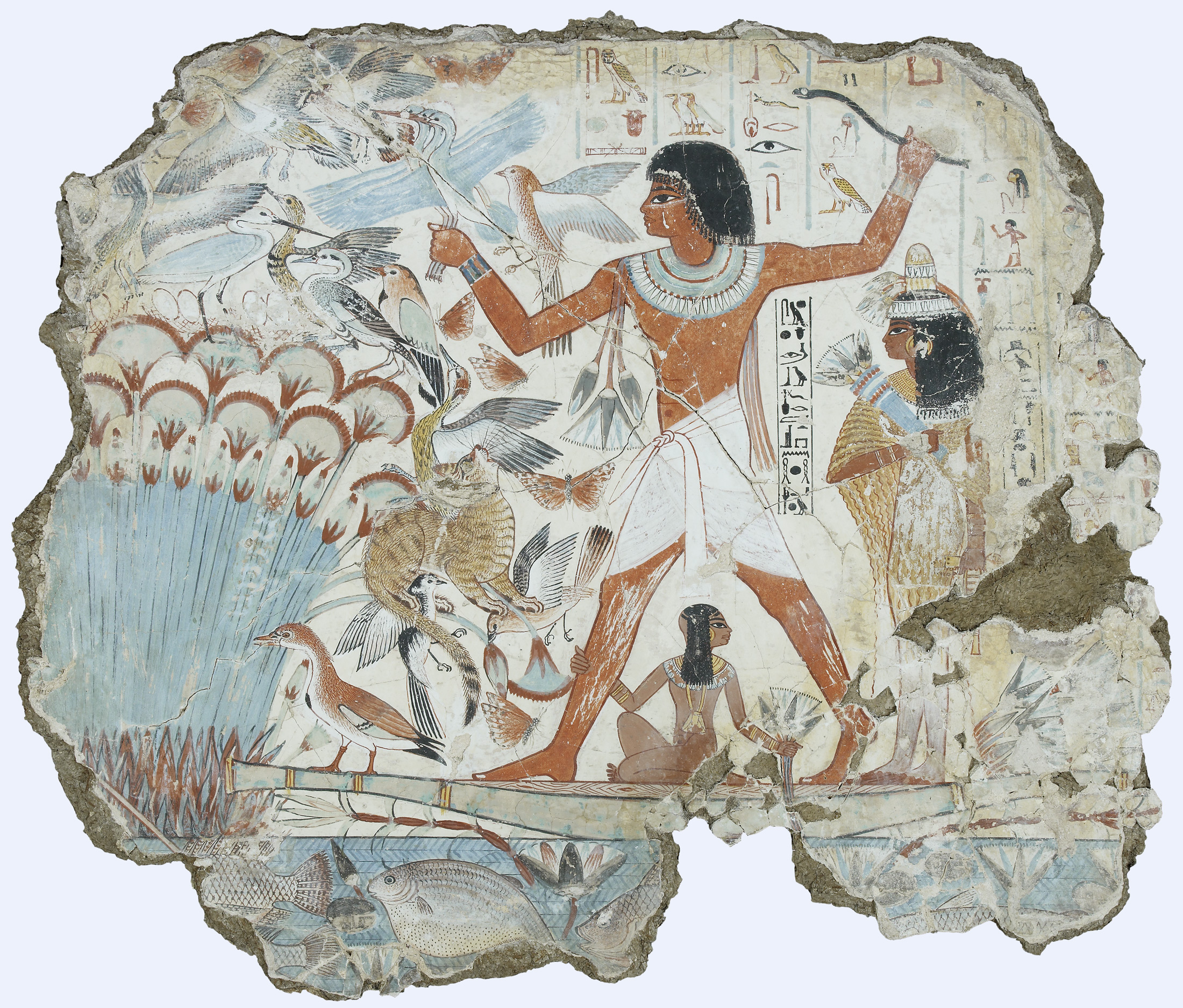
野鳥狩り
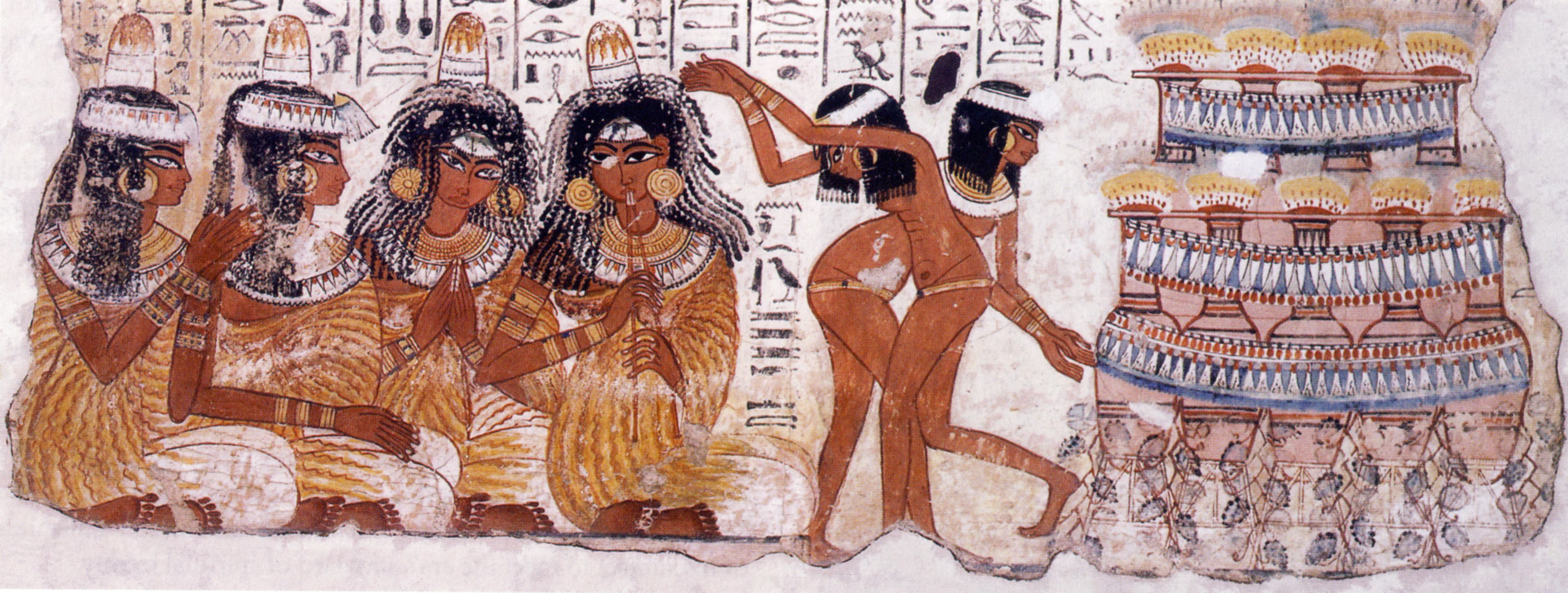
踊り子と音楽家たち
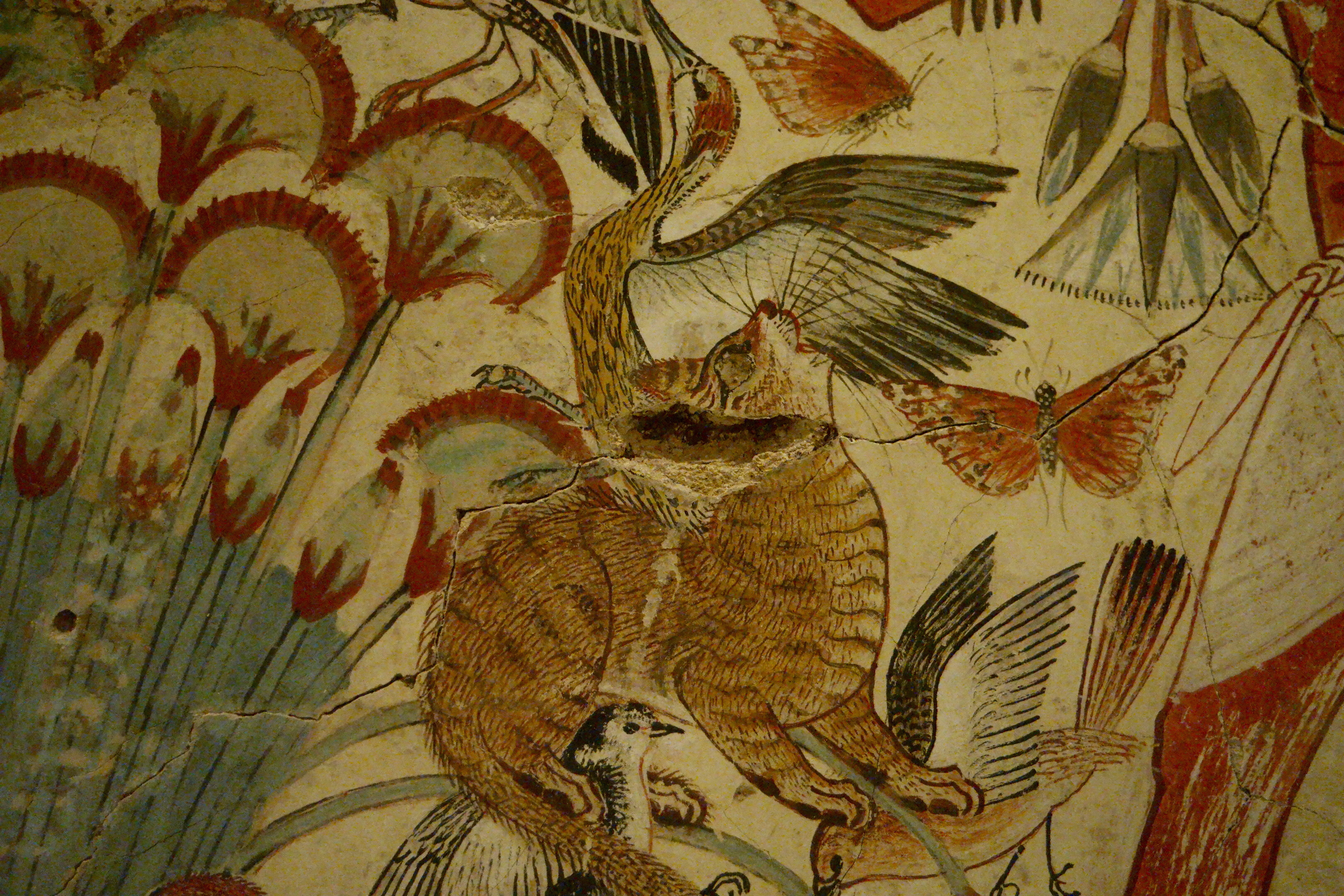
鳥を襲う猫
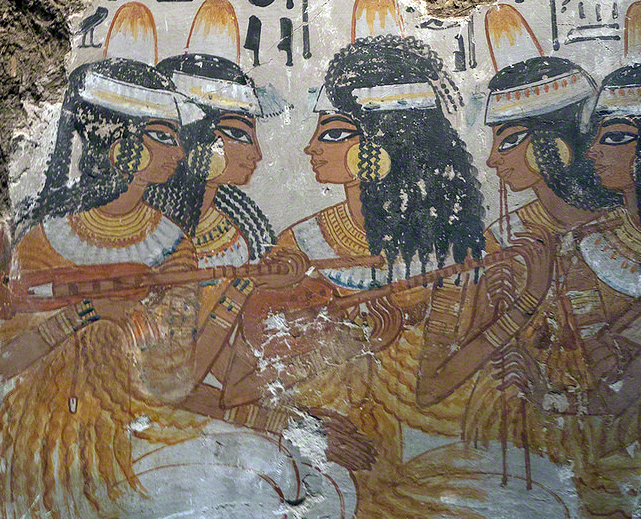
リュートを弾く音楽家たち
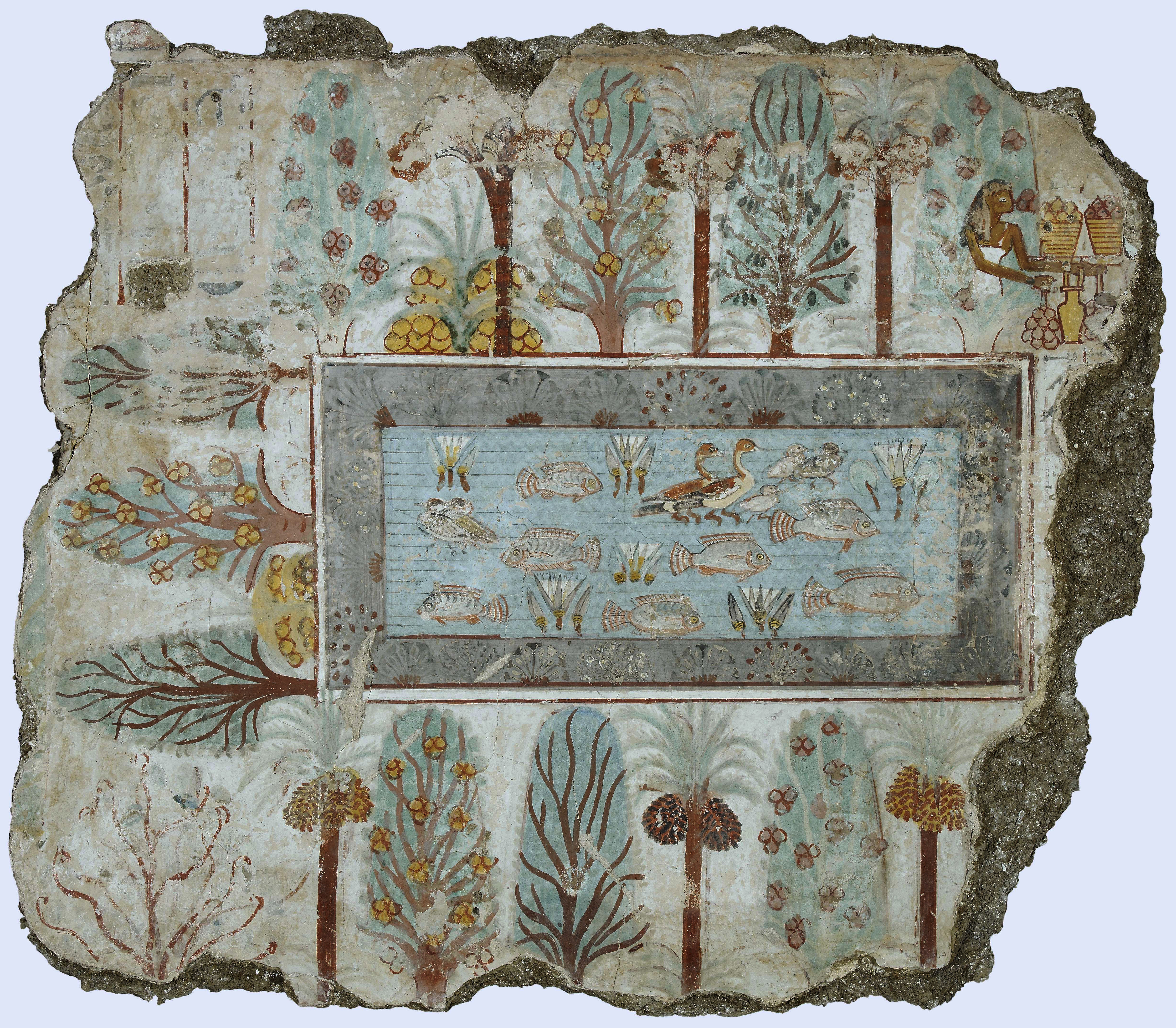
庭